# Zając czarny
Zając czarny (Lepus insularis) – gatunek ssaka z rodziny zającowatych (Leporidae) występujący endemicznie w Meksyku. Jedynym znanym miejscem jego występowania jest wyspa Espíritu Santo w Zatoce Kalifornijskiej.

## Taksonomia
Gatunek po raz pierwszy naukowo opisał w 1891 roku amerykański ornitolog i teriolog Walter E. Bryant, nadając mu nazwę Lepus insularis na podstawie dwóch osobników z wyspy Espíritu Santo. Radziecki teriolog Aleksiej Guriejew w 1964 roku umieścił gatunek w podrodzaju Proeulagus.
Zając czarny jest blisko spokrewniony z zającem wielkouchym (Lepus californicus), występującym w kontynentalnej części Meksyku. Niektórzy specjaliści uważają, że takson ten jest podgatunkiem L. californicus. Zasugerowano, że oba gatunki wywodzą się od wspólnego przodka w wyniku wydarzenia wikariantowego dotyczącego populacji zająca wielkouchego z podgatunku xanti. Izolacja zająca czarnego od form półwyspowych miała miejsce około 11 tys. lat temu, gdy wyspa Espíritu Santo oddzieliła się od półwyspu.

## Morfologia
Długość ciała (bez ogona) 542–608 mm, długość ogona 64–111 mm, długość ucha 110–122 mm, długość tylnej stopy 107–122 mm; masa ciała 2,2–3,4 kg.
Górna część głowy, górna powierzchnia ciała i górna strona ogona są lśniąco czarne z brązowymi refleksami. Boki głowy, ciała i kończyn są ciemnocynamonowe lub jasnobrązowe, a spodnia część ciała oraz spodnia strona ogona mają zazwyczaj jaśniejszy odcień brązu. Oczy otoczone są szarą obwódką, a wnętrze uszu jest szaro-czarne i otoczone długimi, szarymi włoskami.

## Siedlisko i ekologia
Czarny zając jest gatunkiem endemicznym dla wyspy Espíritu Santo, położonej u wybrzeży Kalifornii Dolnej w Meksyku. Występuje na trawiastych i skalistych zboczach, płaskowyżach, wydmach i dnach dolin, zwykle na gołych zboczach i wśród traw, ziół, krzewów i kaktusów.
Czarny zając jest bardzo widoczny, gdyż jego czarne ubarwienie wyróżnia się na tle brązów, szarości i zieleni otoczenia. Jest blisko spokrewniony z zającem wielkouchym żyjącym w kontynentalnym Meksyku, jednak ten drugi gatunek jest narażony na drapieżniki lądowe i nie wykazuje melanizmu. Na wyspie nie ma dużych drapieżników. Zając czarny dzieli swoje siedlisko z piaszczykiem wyspowym, chomikomyszką kolczastą, myszą kaktusową, nowikiem pustynnym i szopikiem pręgoogonowym. Występują tu także liczne gatunki jaszczurek i węży oraz dwa ptaki drapieżne – karakara czubata i pustułka amerykańska.

## Status ochronny
Ponieważ zając czarny występuje wyłącznie na wyspie Espíritu Santo, jego całkowity zasięg występowania obejmuje zaledwie 95 km kwadratowych powierzchni wyspy. Jednakże gatunek ten jest powszechny na większej części wyspy, a populacja wydaje się być stabilna. Główne zagrożenia z jakimi się mierzy, to wprowadzanie gatunków obcych i zakłócanie siedlisk przez ludzi, zaś Międzynarodowa Unia Ochrony Przyrody uznała ten gatunek za „narażony” ze względu na ograniczony zasięg występowania. Wyspa jest niezamieszkana i jest chroniona przez rząd Meksyku w ramach Área de Protección de Flora y Fauna: Islas del Golfo de California.  Jest to ulubione miejsce ekoturystyki, a w 1995 roku UNESCO uznało je za część rezerwatu biosfery Islas del Golfo de California.